# 3–5 Exchange Street

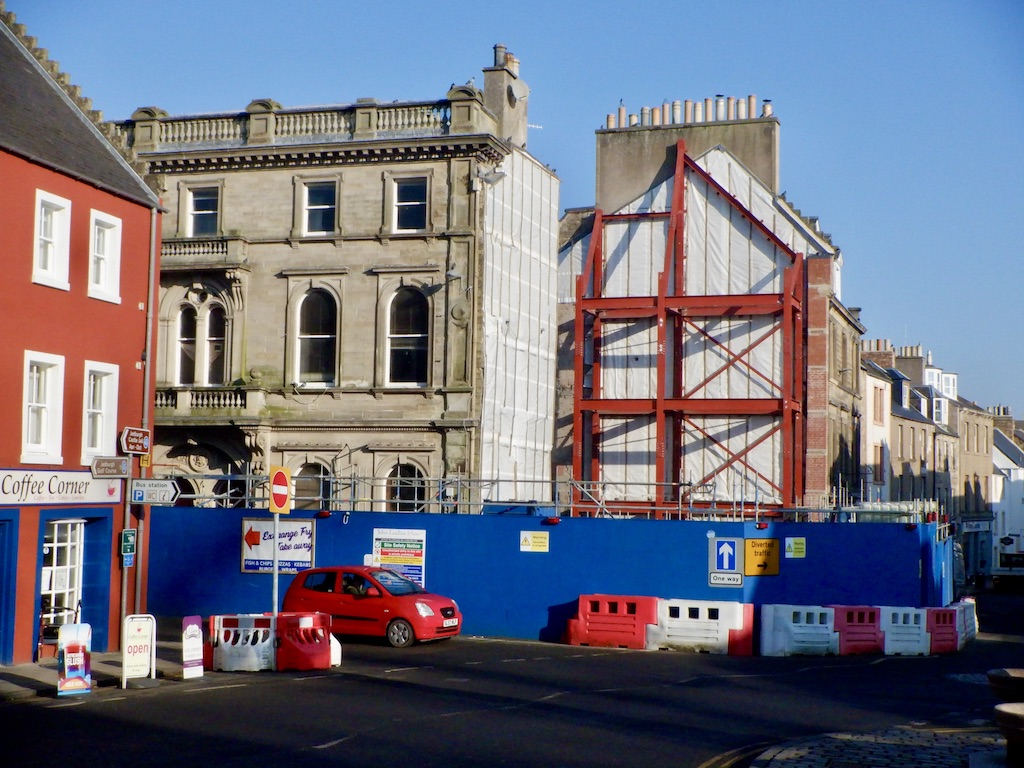
In der rechten Bildhälfte ist ein Gebäudeteil zu sehen.

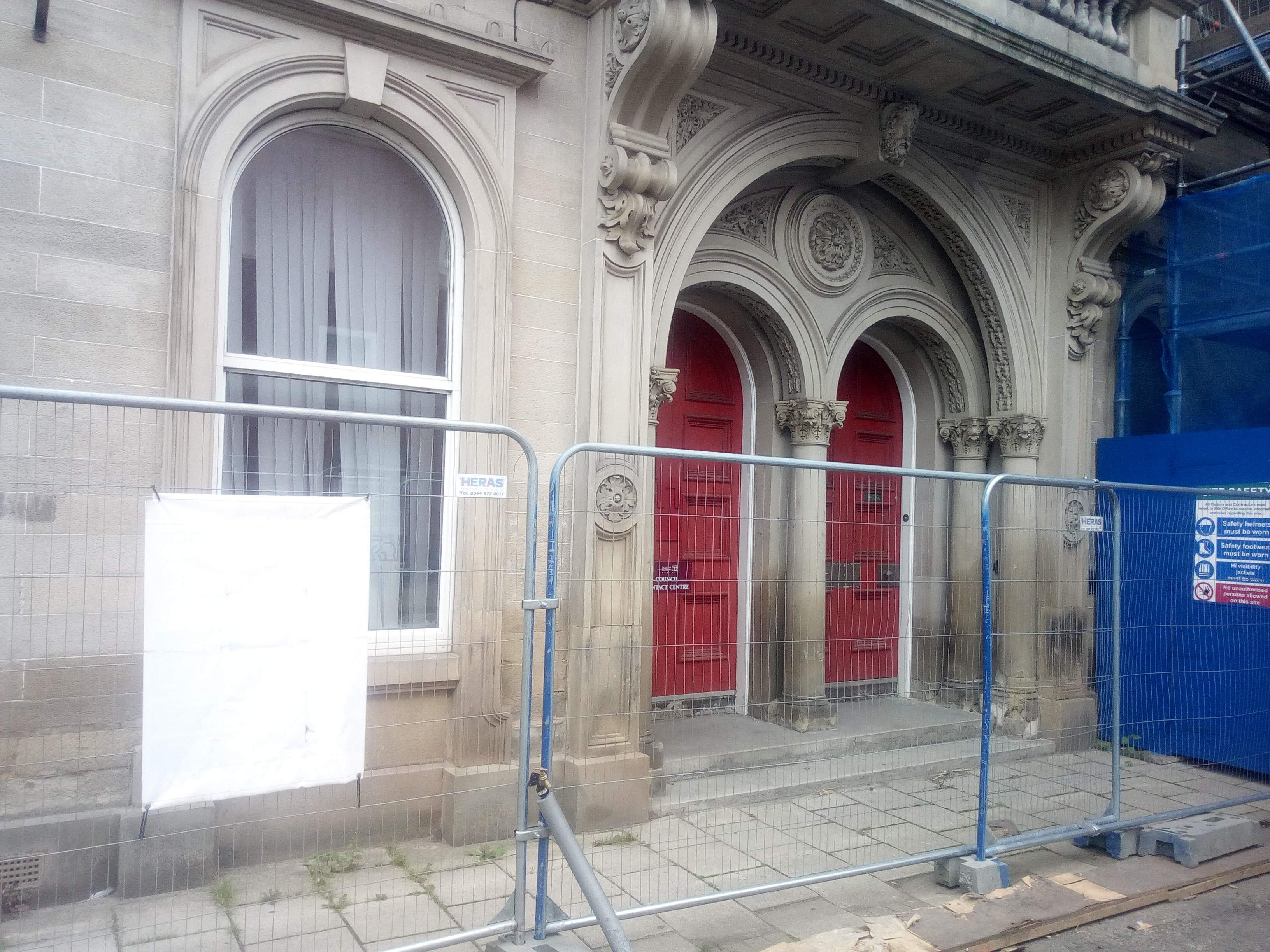
Eingangsportal 3–5 Exchange Street

Unter der Adresse 3–5 Exchange Street in der schottischen Kleinstadt Jedburgh in der Council Area Scottish Borders befindet sich ein Wohn- und Geschäftsgebäude. 1993 wurde das Bauwerk in die schottischen Denkmallisten in der höchsten Denkmalkategorie A aufgenommen.

## Geschichte
Das Gebäude im historischen Zentrum Jedburghs wurde im Jahre 1868 als Geschäftsgebäude der Commercial Bank of Scotland erbaut. Den Entwurf für das im historisierenden Italianate-Stil gestaltete Bauwerk lieferte der schottische Architekt David Rhind. Im ersten Obergeschoss waren einst die Wohnräume des Direktors untergebracht. Heute befinden sich dort Büroräume. Im Erdgeschoss ist ein städtisches Büro eingerichtet.

## Beschreibung
Die südwestexponierte Frontseite des dreistöckigen Gebäudes ist symmetrisch aufgebaut und fünf Achsen weit. Sein Mauerwerk besteht aus cremefarbenem Sandstein mit polierten Details. Im Erdgeschoss und im ersten Obergeschoss sind Rundbogenfenster mit Schlusssteinen eingelassen. Sie schließen mit gekehlten Gesimsen. Im zweiten Obergeschoss sind hingegen längliche Fenster verbaut. Die zentrale Achse ist besonders reichhaltig ornamentiert. Pilaster flankieren das Eingangsportal bestehend aus zwei Rundbögen, die in einer rundbögigen Archivolte gefasst und mit Trumeau gestaltet sind. Ihr Tympanon ist mit Steinrosette ornamentiert.
In beiden Obergeschossen treten aufwändig gearbeitete Balkone mit steinernen Balustraden auf Konsolen hervor. Ein Zahnschnittfries gliedert die Fassade oberhalb des Erdgeschosses horizontal. Er ist über die Konsolen fortgeführt. Das Zwillings-Rundbogenfenster im ersten Obergeschoss ist dem Eingangsportal nachempfunden, jedoch mit toskanischen Säulen gestaltet. Zwischen den Obergeschossen verläuft ein Fenstergesims. Das abschließende Kranzgesims mit Zahnschnitt kragt weit aus.